# Yí
Yí (hiszp. Rio Yí) – rzeka w Ameryce Południowej, w Urugwaju, lewy dopływ rzeki Río Negro. Swe źródła bierze w Cuchilla Grande, skąd biegnie na zachód, stanowiąc granicę między departamentem Durazno a departamentem Florida. Długość Yí wynosi 210 km, a jej powierzchnia zlewni 12 600 km².